# 紙屑屋
『紙屑屋』（かみくずや）は古典落語の演目。上方落語では『天下一うかれの屑より』という演目で、落ち（サゲ）が異なる（該当項目を参照）。
芝居好きの若旦那が、居候先から邪魔者扱いされて紙屑屋（現在の古紙回収業）に働きに出され、紙屑をより分けているうちに、そこに含まれている本や手紙を見て趣味が高じて芝居などを再現してしまう、という内容。ストーリーの前半（若旦那が居候先から冷たく当たられ、仕事に就く）は『湯屋番』と共通する。武藤禎夫は、『湯屋番』と比較して「声色まじりの芝居調の音曲噺だけに一般的でなく、高座にかけることも少ない」と述べている。
原話については『天下一うかれの屑より』を参照。三遊亭圓朝の『円朝全集』第13巻に「紙屑のより子」のタイトルで収録されており、明治期には東京で演じられていた。
落ち（サゲ）は、『仮名手本忠臣蔵』の登場人物、「加古川本蔵」の名前を「本道（=内科医）」にかけた地口。『忠臣蔵』の別の段でこの地口を使った江戸小咄が、天保15年（1844年）の『往古（むかしむかし）噺の魁』二編「九段目の新文句」に見える。また東大落語会編の『落語事典 増補』では本草学者に由来する「本草」との地口という解釈を取っている（「本道」を別解釈として記載）。

## あらすじ
道楽のし過ぎで勘当され、出入り先の棟梁のところへ居候している若旦那。しかし、まったく働かずに遊んでばかりいるため、居候先の評判はすこぶる悪い。とうとうかみさんと口論になり、困った棟梁は若旦那にどこかへ奉公に行くことを薦めた。
「奉公に精を出せば、それが大旦那様の耳に届いて勘当が許されますから」
若旦那が行かされた先は町内の紙屑屋。早速いろいろとアドバイスを受け、紙の仕分けを任される。
「白紙は、白紙。反古は、反古。陳皮は陳皮。エー…」
さっそく仕事をやり始めるが、道楽していた頃の癖が抜けずに大声で歌いだしてしまいなかなかはかどらない。挙句の果てには、誰かが書いたラブレターを見つけて夢中になって読み出してしまった。一度は正気に戻って仕事を続けるが、今度は都々逸の底本を見つけて唸り出してしまう。また正気に戻って仕事を続けるが、今度は義太夫の底本を見つけ、役者になった気分で芝居の真似事を始める。この様子に紙屑屋夫婦は呆れていたが、通りがかった吉田宗庵という外科医に、奉公人が少し気がふれたようだと話しかける。
宗庵は、『忠臣蔵・三段目』の真似に熱中している若旦那を後ろから抱き留めたところ、若旦那は
「われをとどめしは、（加古川）本蔵か」
と口にしたため、宗庵はこう答えた。
「いいや、外療（がいりょう=外科医）だ」